# Liste des médaillés français aux championnats du monde de natation

## Tous les médaillés
Ce tableau liste tous les médaillés français des championnats du monde de natation, depuis 1973. Il prend en compte les médailles obtenues en natation sportive en bassin de 50 m, en nage en eau libre (longue distance), en natation synchronisée, en plongeon et en water-polo, dans la mesure où ces disciplines figuraient dans le programme officiel de l'année concernée.
| Année | Or | Argent | Bronze | Total |
| 1973  | | Michel Rousseau 100 m nage libre | | 1     |
| 1975  | | | | 0     |
| 1978  | | | | 0     |
| 1982  | | | | 0     |
| 1986  | | Stéphan Caron 50 m nage libre | Muriel Hermine Natation synchronisée solo | 2     |
| 1991  | | Catherine Plewinski 100 m nage libre Catherine Plewinski 50 m nage libre | Catherine Plewinski 100 m papillon | 3     |
| 1994  | | | | 0     |
| 1998  | Roxana Maracineanu 200 m dos | Franck Esposito 200 m papillon Jean-Christophe Sarnin 200 m brasse Xavier Marchand 200 m quatre nages Virginie Dedieu Natation synchronisée solo                                                                                            | Virginie Dedieu, Myriam Lignot Natation synchronisée duo | 6     |
| 2001  | | Stéphane Gomez eau libre 25 km Virginie Dedieu Natation synchronisée solo | Stéphane Lecat eau libre 25 km | 3     |
| 2003  | Virginie Dedieu Natation synchronisée solo | | Simon Dufour 200 m dos Relais 4 × 100 m nage libre masc (R. Barnier, J. Sicot, F.Gilot, F. Bousquet) | 3     |
| 2005  | Virginie Dedieu Natation synchronisée solo Solenne Figuès 200 m nage libre Laure Manaudou 400 m nage libre | Malia Metella 100 m nage libre | Hugues Duboscq 100 m brasse | 5     |
| 2007  | Laure Manaudou 200 m nage libre Laure Manaudou 400 m nage libre Virginie Dedieu Natation synchronisée solo | Laure Manaudou 800 m nage libre Laure Manaudou 100 m dos | Relais 4 × 100 m nage libre masc (F. Gilot, F. Bousquet, J. Sicot, A. Bernard) Relais 4 × 200 m nage libre fém (A . Popchanka, S. Huber, A. Mongel, L. Manaudou) | 7     |
| 2009  | | Frédérick Bousquet 50 m nage libre Alain Bernard 100 m nage libre Hugues Duboscq 100 m brasse | Frédérick Bousquet 100 m nage libre Amaury Leveaux 50 m nage libre Relais 4 × 100 m nage libre masc (F.Gilot, A. Bernard, G. Mallet, F. Bousquet) | 6     |
| 2011  | Camille Lacourt 100 m dos Jérémy Stravius 100 m dos | Camille Lacourt 50 m dos Relais 4 × 100 m nage libre masc (A. Bernard, J. Stravius, W. Meynard, F. Gilot) Relais 4 × 200 m nage libre masc (Y. Agnel, G. Mallet, J. Stravius, F. Gilot) Aurélie Muller eau libre 5 km                       | William Meynard 100 m nage libre Alain Bernard 50 m nage libre Camille Muffat 200 m nage libre Camille Muffat 400 m nage libre Mélanie Henique 50 m papillon | 11    |
| 2013  | Yannick Agnel 200 m nage libre Camille Lacourt 50 m dos Relais 4 × 100 m nage libre masc (Y. Agnel, F. Manaudou, F. Gilot, J. Stravius) Relais 4 × 100 m 4 nages masc (C. Lacourt, G. Perez-Dortona, J. Stravius, F. Gilot)                          | Jérémy Stravius 50 m dos | Jérémy Stravius 100 m dos Frédérick Bousquet 50 m papillon Camille Muffat 200 m nage libre Relais 4 × 200 m nage libre fém (C. Muffat, C. Bonnet, M. Lazare, C. Balmy)                                                                                                   | 9     |
| 2015  | Florent Manaudou 50 m nage libre Florent Manaudou 50 m papillon Camille Lacourt 50 m dos Relais 4 × 100 m nage libre masc (M. Metella, F. Manaudou, F. Gilot, J. Stravius) Aurélie Muller 10 km eau libre                                            | Camille Lacourt 100 m dos | Relais 4 × 100 m quatre nages masc (C. Lacourt, G. Perez-Dortona, M. Metella, F. Gilot) | 7     |
| 2017  | Camille Lacourt 50 m dos Marc-Antoine Olivier 5 km eau libre Axel Reymond 25 km eau libre Aurélie Muller 10 km eau libre Eau libre par équipes (O. Cassignol, L. Fontaine, A. Muller, M-A. Olivier) Plongeon par équipes mixtes (M.Rosset, L.Marino) | Aurélie Muller 5 km eau libre | Mehdy Metella 100 m nage libre Marc-Antoine Olivier 10 km eau libre | 9     |
| 2019  | Axel Reymond 25 km eau libre | Marc-Antoine Olivier 10 km eau libre Logan Fontaine 10 km eau libre Aurélie Muller 10 km eau libre | David Aubry 800 m nage libre Lara Grangeon 25 km eau libre Relais 4 × 100 m nage libre mixte (C. Mignon, M. Metella, C. Bonnet, M. Wattel) | 7     |
| 2022  | Léon Marchand 200 m quatre nages Léon Marchand 400 m quatre nages | Maxime Grousset 100 m nage libre Léon Marchand 200 m papillon Mélanie Henique 100 m papillon Marie Wattel 100 m papillon Aurélie Muller 5 km eau libre Axel Reymond 25 km eau libre Jade Gillet, Alexis Jandard Plongeon par équipes mixtes | Maxime Grousset 50 m nage libre Analia Pigrée 50 m dos | 11    |
| 2023  | Léon Marchand 200 m quatre nages Léon Marchand 400 m quatre nages Léon Marchand 200 m papillon Maxime Grousset 100 m papillon | | Maxime Grousset 100 m nage libre Maxime Grousset 50 m papillon Gary Hunt Plongeon de haut vol, 27 mètres Jules Bouyer et Alexis Jandard Tremplin à 3 m | 8     |
| 2024  | Logan Fontaine 5 km eau libre | Mélanie Henique 50 m papillon Gary Hunt Plongeon de haut vol, 27 mètres Marc-Antoine Olivier 5 km eau libre Marc-Antoine Olivier 10 km eau libre                                                                                            | David Aubry 1 500 m nage libre | 6     |
| 2025  | Léon Marchand 200 m quatre nages Léon Marchand 400 m quatre nages Maxime Grousset 100 m papillon Maxime Grousset 50 m papillon | Relais 4 × 100 m quatre nages (Y.Ndoye-Brouard, L. Marchand, M. Grousset, Y. Le Goff, J. Delbois, C. Secchi) | Yohann Ndoye-Brouard 100 m dos Yohann Ndoye-Brouard 200 m dos Relais 4 × 100 m nage libre mixte (M. Grousset, M. Wattel, Y. Le Goff, B.Gastaldello, R.Fente-Damers) Marc-Antoine Olivier 5 km eau libre Marc-Antoine Olivier 3 km eau libre sprint à élimination directe | 10    |
|       | 37 | 38 | 39 | 114   |

## Bilan global

### Toutes les épreuves
| Année | Or | Argent | Bronze | Total |
| 1973  | 0  | 1      | 0      | 1     |
| 1975  | 0  | 0      | 0      | 0     |
| 1978  | 0  | 0      | 0      | 0     |
| 1982  | 0  | 0      | 0      | 0     |
| 1986  | 0  | 1      | 1      | 2     |
| 1991  | 0  | 2      | 1      | 3     |
| 1994  | 0  | 0      | 0      | 0     |
| 1998  | 1  | 4      | 1      | 6     |
| 2001  | 0  | 2      | 1      | 3     |
| 2003  | 1  | 0      | 2      | 3     |
| 2005  | 3  | 1      | 1      | 5     |
| 2007  | 3  | 2      | 2      | 7     |
| 2009  | 0  | 3      | 3      | 6     |
| 2011  | 2  | 4      | 5      | 11    |
| 2013  | 4  | 1      | 4      | 9     |
| 2015  | 5  | 1      | 1      | 7     |
| 2017  | 6  | 1      | 2      | 9     |
| 2019  | 1  | 3      | 3      | 7     |
| 2022  | 2  | 7      | 2      | 11    |
| 2023  | 4  | 0      | 4      | 8     |
| 2024  | 1  | 4      | 1      | 6     |
| 2025  | 4  | 1      | 5      | 10    |
|       | 37 | 38     | 39     | 114   |

### Natation en bassin de 50 m uniquement
| Année | Or | Argent | Bronze | Total |
| 1973  | 0  | 1      | 0      | 1     |
| 1975  | 0  | 0      | 0      | 0     |
| 1978  | 0  | 0      | 0      | 0     |
| 1982  | 0  | 0      | 0      | 0     |
| 1986  | 0  | 1      | 0      | 1     |
| 1991  | 0  | 2      | 1      | 3     |
| 1994  | 0  | 0      | 0      | 0     |
| 1998  | 1  | 3      | 0      | 4     |
| 2001  | 0  | 0      | 0      | 0     |
| 2003  | 0  | 0      | 2      | 2     |
| 2005  | 2  | 1      | 1      | 4     |
| 2007  | 2  | 2      | 2      | 6     |
| 2009  | 0  | 3      | 3      | 6     |
| 2011  | 2  | 3      | 5      | 10    |
| 2013  | 4  | 1      | 4      | 9     |
| 2015  | 4  | 1      | 1      | 6     |
| 2017  | 1  | 0      | 1      | 2     |
| 2019  | 0  | 0      | 2      | 2     |
| 2022  | 2  | 4      | 2      | 8     |
| 2023  | 4  | 0      | 2      | 6     |
| 2024  | 0  | 1      | 1      | 2     |
| 2025  | 4  | 1      | 3      | 8     |
|       | 26 | 24     | 30     | 80    |